# Comité interprofessionnel des palmipèdes à foie gras
 (mai 2022).
Le Comité interprofessionnel des palmipèdes à foie gras (CIFOG) est une organisation interprofessionnelle reconnue par les pouvoirs publics depuis 1987 qui rassemble les producteurs et industriels du foie gras.

## Organisation
Le CIFOG regroupe :
- le Syndicat national des accouveurs ;
- la Confédération française de l'aviculture ;
- la Fédération nationale des producteurs de palmipèdes à foie gras ;
- la Fédération nationale des découpeurs de palmipèdes gras ;
- la Fédération française des industries d’aliments conservés ;
- l'Association inter-régionale des artisans conserveurs du grand sud-ouest.

Son président est Michel Fruchet depuis septembre 2017 et la déléguée générale Marie-Pierre Pe.
Il perçoit, en 2010, des contributions volontaires obligatoires auprès des professionnels du secteur à hauteur de 5 506 000 euros.
Le CIFOG contribue au financement du club parlementaire « Club de la table française » comme à celui « Vive le foie gras » via le cabinet de lobbying Com' Publics.

## Missions
En 2018, le CIFOG a lancé un plan de filière à 5 ans, articulé autour de deux axes stratégiques : 
- proposer une offre en adéquation avec les attentes des consommateurs (biosécurité, bien-être animal, environnement) ;
- valoriser les produits de la filière (foie gras, magret, confit) pour une juste rémunération de tous les acteurs de la filière[7].